# 比勒里基
比勒里基（英語：Billericay，i/bɪləˈrɪkiː/）是英格蘭埃塞克斯郡的一個城市和民政教區，位於倫敦市中心以東28英里（45）。比勒里基是倫敦通勤帶的一部分，是倫敦的一個衛星城。

## 友好城市
- 法國 绍维尼